# Michael Haga
Michael Haga, född 10 mars 1992 i Asker, är en norsk professionell ishockeyspelare som spelar för Djurgårdens IF i SHL.
Haga inledde sin karriär i Frisk Askers juniorlag och gjorde a-lagsdebut i GET-ligaen säsongen 2008-09. För att få speltid spelade han även i klubbens andralag i norska andradivisionen. Till säsongen 2010-11 flyttade Haga till Sverige för spel i Luleå HF:s J20-lag och jämfördes då med Mats Zuccarello. Efter två säsonger i Luleå och tre matcher i Elitserien återvände Haga till Norge och Sparta Warriors och blev utsedd till årets rookie i ligan.
Den 4 april 2013 återvände Haga till Asker och skrev på ett tvåårskontrakt. Med 36 poäng på 45 matcher blev han näst främsta poängplockare i laget och fick även debutera i a-landslaget under säsongen. Den 2 maj 2014 vände Haga åter till Sverige och skrev ett ettårskontrakt med Almtuna IS i Hockeyallsvenskan. Under sin andra säsong i Almtuna gjorde han 23 mål och 45 poäng på 52 matcher, vilket placerade honom på en fjärdeplats i Hockeyallsvenskans poängliga. 
De poängmässiga framgångarna ådrog sig intresse och den 27 april 2016 skrev Haga ett tvåårskontrakt med Örebro HK i SHL.